# 일로나 오스트로프스카
일로나 오스트로프스카(폴란드어: Ilona Ostrowska, 1974년 5월 25일 ~ )는 폴란드의 배우이다.